# Monte Fox
El monte Fox (en inglés: Mount Fox) es una montaña de 2973 ms en la frontera compartida entre Alberta y la Columbia Británica. Está situado en la División Continental al sur de la zona de los lagos Kananaskis de las Rocosas Canadienses. Fue nombrado por el explorador John Palliser en 1859 en reconocimiento a sir  Charles Fox (1810-1874), ingeniero civil y ferroviario miembro de la Royal Geographical Society.

## Geología
El monte Fox está compuesto de roca sedimentaria depositada durante los períodos Precámbrico a Jurásico. Formada en mares poco profundos, esta roca sedimentaria fue empujada hacia el este y sobre la cima de la roca más joven durante la orogenia Laramide.

## Clima
Según la clasificación climática de Köppen, el monte Fox se encuentra en un clima subártico con inviernos fríos y con nevadas abundantes y veranos suaves. Las temperaturas pueden caer por debajo de −20 °C con factores de sensación térmica por debajo de −30 °C. En términos de clima favorable, de junio a septiembre son los mejores meses para escalarlo.